# 페테르스납작머리박쥐
페테르스납작머리박쥐(Platymops setiger)는 큰귀박쥐과에 속하는 박쥐의 일종이다. 페테르스납작머리박쥐속(Platymops)의 유일종이다. 에티오피아와 케냐 그리고 남수단에서 발견된다. 자연 서식지는 건조 사바나 지역과 암반 지대이다.